# إعراب القراءات الشواذ (كتاب)
إعراب القراءات الشواذ هو كتاب لأبي البقاء عبد الله بن الحسين العكبري.   تناول أبو البقاء في كتابه إعراب القراءات الشاذة في القرآن كله من أول سورة الفاتحة وحتى آخر سورة الناس، آية آية وسورة سورة، وأيضا لم يقتصر على إعراب القراءات الشاذة فقط وإنما أعراب كذلك القراءات السبع والقراءات العشر.
وهو في إعرابه للقراءات يستعين بالآراء النحوية التي يجوز تخريج تلك القراءات عليها، ويستشهد بالآيات القرآنية والأحاديث النبوية والشواهد الشعرية والأمثال والحكم، وكانت مهمته في هذا الكتاب تعليل القراءات والتماس وجوهها في العربية كما ذكر ذلك في مقدمة الكتاب.

## اسم الكتاب
لقد اختلفت كتب التراجم والطبقات في اسم الكتاب، فورد تارة باسم إعراب الشواذ، وأخرى بتاريخ إعراب الشاذ، ويقول الأستاذ محمد السيد محقق الكتاب أنه ورد في المخطوطة باسم إعراب القراءات الشواذ.

## منهج المؤلف
حدد أبو البقاء منهجه في مقدمته النفيسة التي صدر بها الكتاب، ويتمثل ذلك فيما يلي:
1. ذكر أن كتابه في تعليل القراءات الشاذة الخارجة عن قراءة العشر المشهورين.
2. وذكر أيضا أنه سيقتصر على ذكر ألفاظ القراءات القرآنية دون نسبتها إلى قائلها.
3. أنه سيذكر وجوه القراءات على الاستيفاء والاختصار.
4. في كثير من الأحيان يحيل القراءات على ما يشبهها.[7]

## مزايا الكتاب
1. إعرابه للقراءات السبع والقراءات العشر وتعليلها وتوجيهها.
2. استعان المؤلف في إعرابه للقراءات بالآراء النحوية التي يجوز تخريج تلك القراءات عليها.
3. استشهد بالآيات القرآنية والأحاديث النبوية والشواهد الشعرية والأمثال والحكم.[5]

## بعض المآخذ على الكتاب
أولا: ذكر أبو البقاء أن كتابه في إعراب القراءات الشاذة الخارجة عن قراءة القراء العشرة المشهورين، وقد وفى بذلك، إلا أنه كان يذكر قراءة القراء السبعة جنبا إلى جنب مع القراءات الشاذة، وقد نص في بعض الأحيان على أن القراءة في السبعة، وكذلك فإنه قد ذكر بعض قراءات القراء العشرة.
ثانيا: من المآخذ أيضا أنه قد اشترط على نفسه أن يذكر ألفاظ القراءات دون من عزيت إليهم، ولكنه في أثناء إعرابه للقراءات نسب بعضها.